# Red Electoral Democrática
La Red Electoral Democrática (Red Electoral Democratico o RED) es un partido político en Aruba. En las elecciones de 2005 y 2017, el partido recibió suficientes votos para obtener uno de 21 escaños. En 2009 y en 2013 participó pero no obtuvo ningún escaño.